# Fort aan de Liede

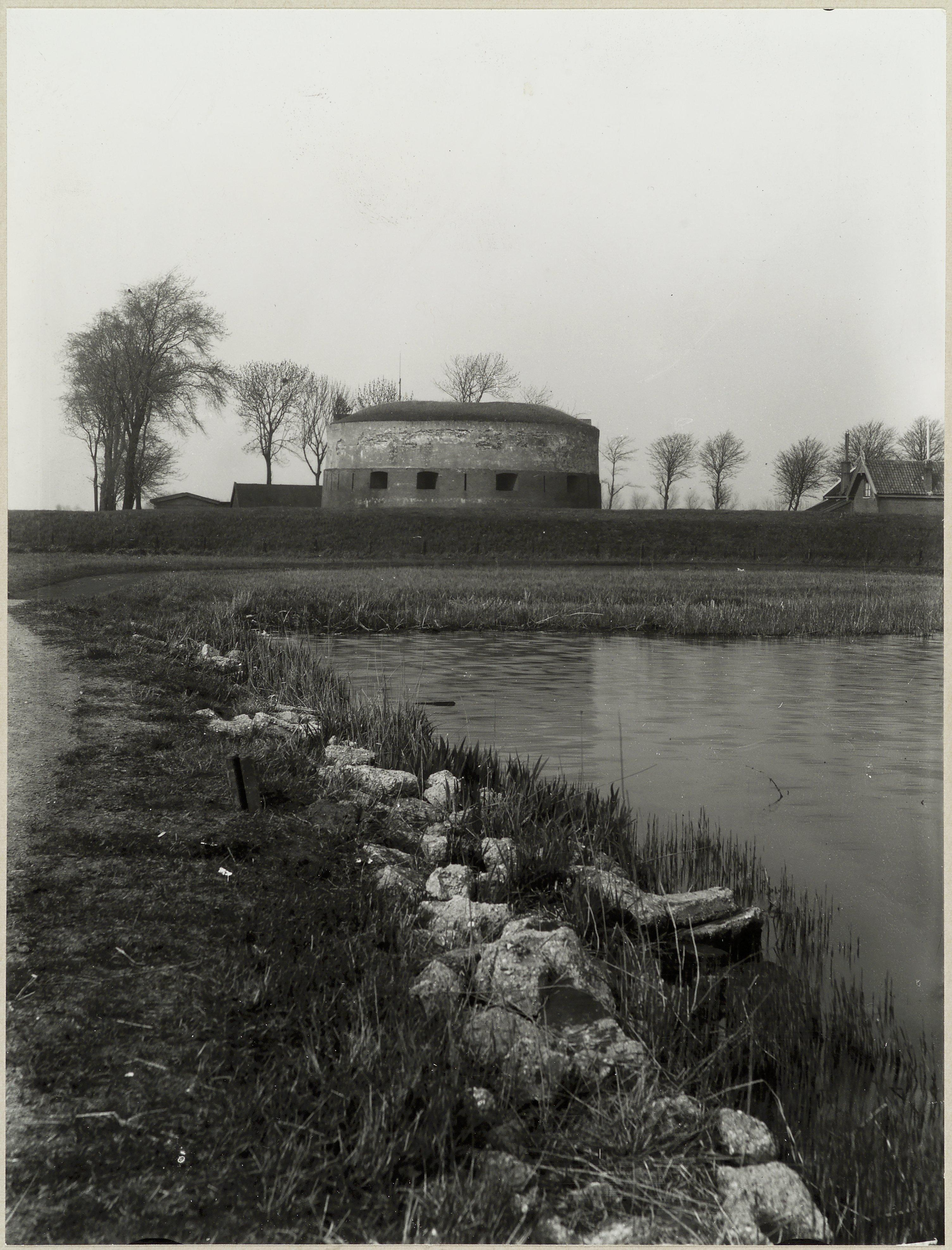
Fort bij Schiphol, van hetzelfde model en bouwjaar als Fort aan de Liede

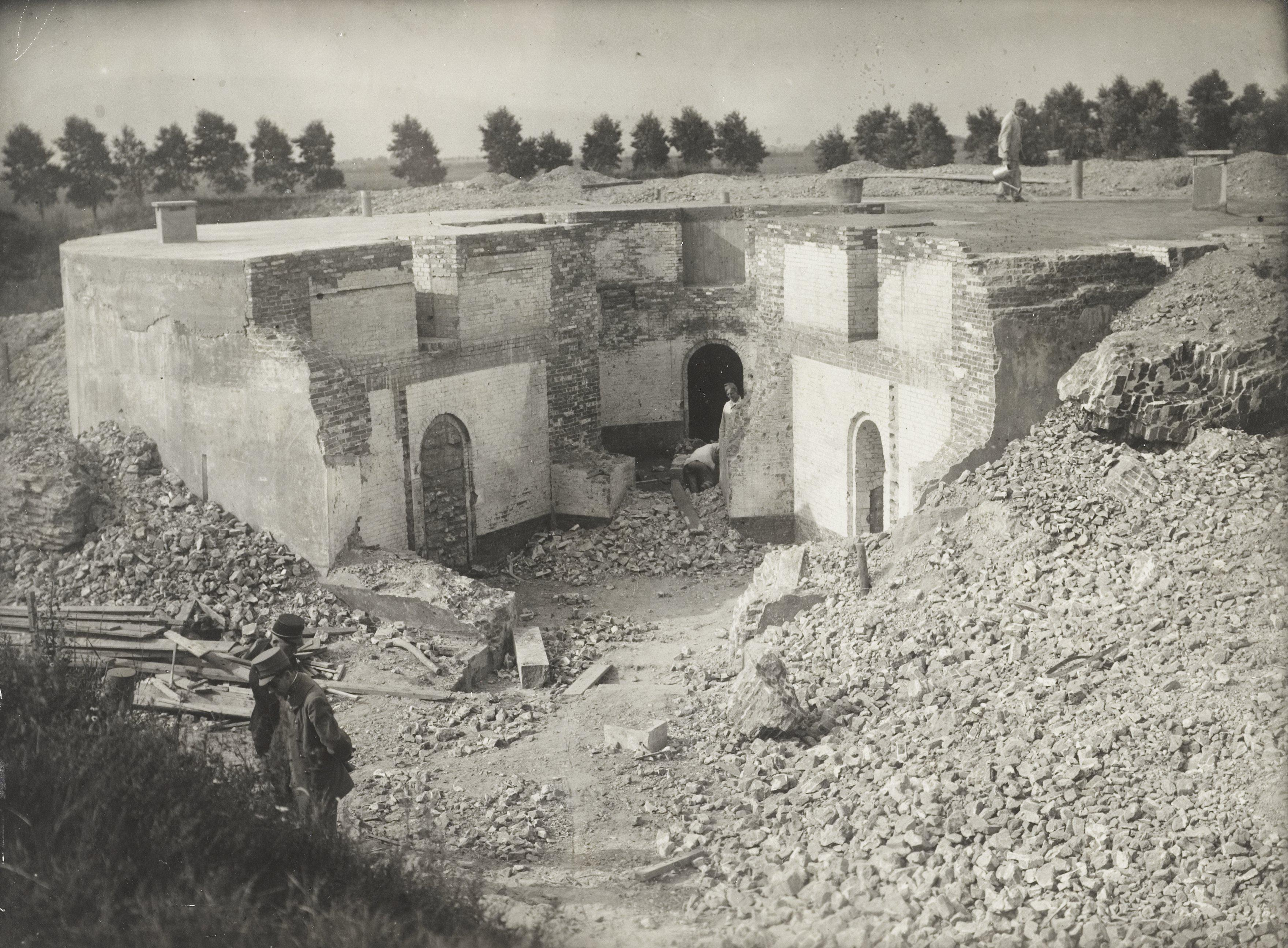
Toren van het Fort aan de Liede tijdens de sloop in 1914.

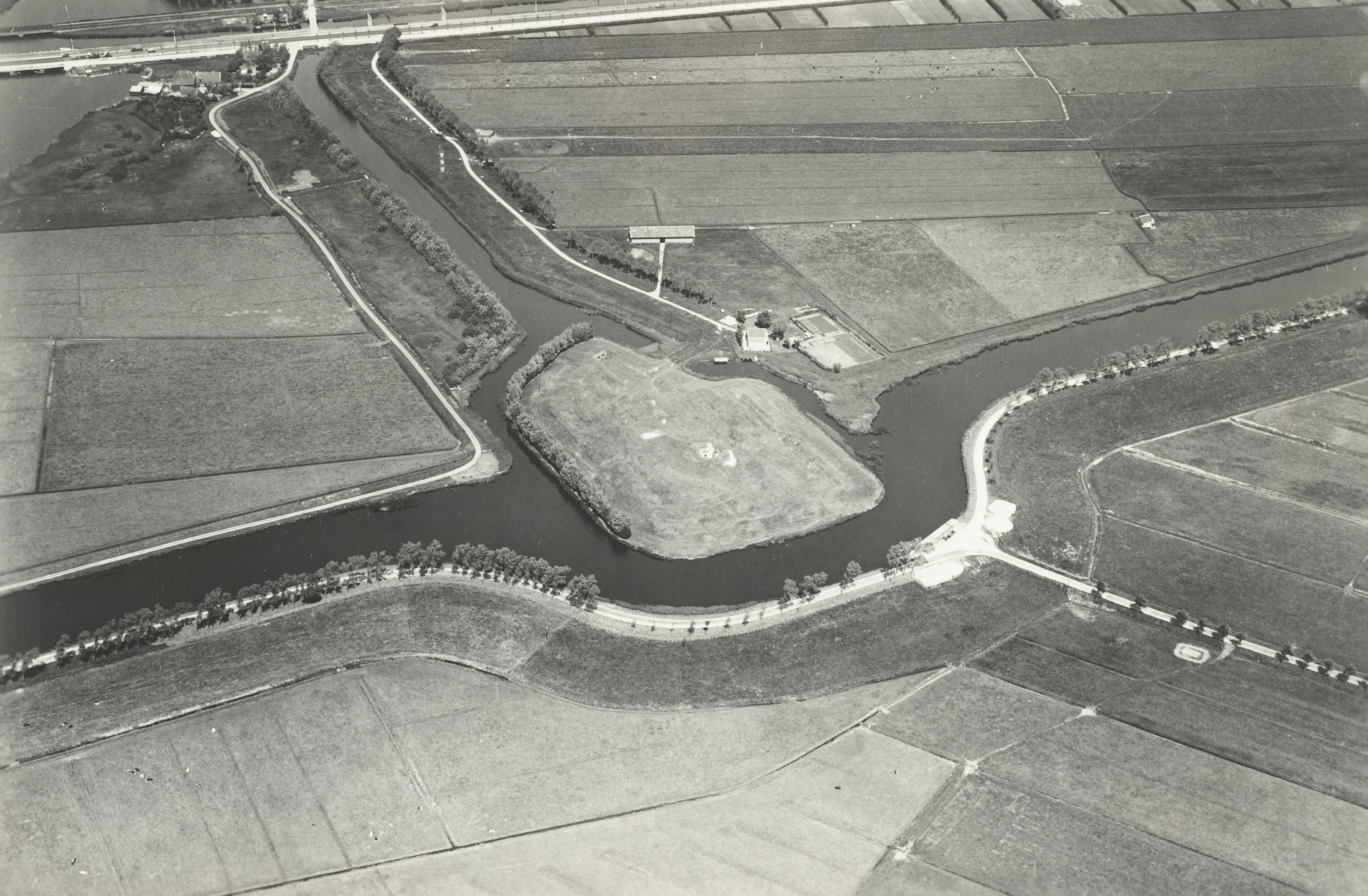
Het fortterrein in de jaren twintig

Het Fort aan de Liede ligt aan de Liede en de Ringvaart van de Haarlemmermeerpolder direct ten zuiden van de spoorlijn Amsterdam – Haarlem. Het fort maakt onderdeel uit van de Stelling van Amsterdam.

## Linie van Amsterdam
Het Fort aan de Liede kent een langere geschiedenis dan de overige forten van de Stelling van Amsterdam. Met de droogmaking van de Haarlemmermeer werden de Posten van Krayenhoff rondom Amsterdam kwetsbaarder voor een aanval vanuit het zuidwesten. Om de stad in dit deel te verdedigen werden tussen 1843 en 1846 vier torenforten gebouwd langs de ringvaart. Dit waren het Fort aan de Liede, Fort aan het Schiphol, Fort aan de Nieuwe Meer en het Fort bij Heemstede. De laatste twee zijn overigens niet afgebouwd. Het Fort aan de Liede en Fort bij Schiphol werden deels in de ringvaart gelegd en de vaart liep eromheen. Omstreeks 1885 werd de brisantgranaat geïntroduceerd en waren de forten van gemetseld baksteen direct militair verouderd.

## Functie
Het Fort aan de Liede was ter verdediging van het acces gevormd door de spoorweg, trekvaart en weg tussen Amsterdam en Haarlem. Er lag verder nog een verbindingsweg met Fort bij Schiphol, de huidige Spaarnwouderweg-Schipholweg. In de plannen was voorzien dat deze weg ook als inundatiekade zou fungeren, maar dit is nooit gerealiseerd.
Bij het maken van de plannen voor de Stelling van Amsterdam wilde men aanvankelijk een nieuw standaardfort plaatsen op deze locatie. Hiervan werd uiteindelijk afgezien vanwege de directe aanwezigheid van het Fort bij de Liebrug en Fort bij Vijfhuizen. Tussen dit fort en het iets noordelijker gelegen Fort bij de Liebrug ligt een restant van een liniewal met nevenbatterij en andere gebouwen. Het grillige verloop van het riviertje, de beperkte inundatiemogelijkheden rondom Haarlem en het aantal accessen maakte het noodzakelijk om de forten dicht bij elkaar te plaatsen. Het oude torenfort werd wel gesloopt en een aarden verdedigingswal aangelegd. Tijdens de Eerste Wereldoorlog zijn nog enkele betonnen kazematten op het fortterrein gebouwd.
Op het huidige fortterrein staan weinig restanten van het militaire verleden.